# Nuno de Siqueira
Nuno José Maria da Purificação de Siqueira GOM (Lisboa, 23 de Janeiro de 1929 — 19 de Dezembro de 2007) foi um pintor português. 

## Biografia

Viagem ubíqua de um poema, óleo sobre tela, 140 x 195 cm

Frequenta a Faculdade de Direito durante três anos, e a Escola de Belas-Artes de Lisboa durante outros três, abandonando ambas as instituições sem de terminar a formação. Trabalha com Almada Negreiros nos painéis para a Faculdade de Direito, Cidade Universitária de Lisboa. Numa curta viagem a Paris conhece Maria Helena Vieira da Silva, trabalhando sob sua orientação (1953). Em 1958 parte para Paris como bolseiro da Fundação Calouste Gulbenkian. Será influenciado pela pintura de Arpad Szenes.
Expõe pela primeira vez no Salão da Jovem Pintura, Galeria de Março, Lisboa (1953). Participa em inúmeras exposições coletivas, entre as quais: I Exposição de Artes Plásticas da Fundação Calouste Gulbenkian, Lisboa, 1957; Exposição Internacional de Bruxelas, 1958; I Bienal de Paris, 1959 (Prémio do Sindicato dos Críticos de Arte); I Salão dos Novíssimos, S.N.I., Lisboa, 1959; II Salão dos Novíssimos, S.N.I., Lisboa, 1960; VI Bienal de São Paulo, São Paulo, 1961 (Menção Honrosa); Prémio Diogo de Macedo, 1962; III Salão dos Novíssimos, S.N.I., Lisboa, 1963 (Prémio Souza-Cardoso); Art Portugais, Bruxelas, Paris, Madrid, 1967-68; Pintura Portuguesa de Hoje, Barcelona e Salamanca, 1973; Arte Portuguesa Contemporânea, Brasília, São Paulo, Rio de Janeiro, 1976-77; etc.
Primeiras exposições individuais na Galeria Pórtico (1956), e no Secretariado Nacional de Informação, Lisboa (1957). Ao longo dos anos irá realizar diversas mostras individuais – em Lisboa, Nova Iorque e Rio de Janeiro –, nomeadamente na Galeria Judite DaCruz, Lisboa, que funda em 1969 com a sua mulher.
A fase mais duradoura da pintura de Nuno Siqueira é reveladora da forte impressão que a obra de Vieira da Silva e o seu breve estágio no atelier da pintora lhe terá causado; "Obra de raiz abstrata, servida por uma poética não totalmente definida, caminhou posteriormente, num certo período de transição, para a busca de uma realidade recriada pela inserção discreta na tela de fragmentos figurativos".
A 10 de Junho de 2007, foi feito Grande-Oficial da Ordem do Mérito.